# Ada Leask
Ada Leask (27 octobre 1899 - 12 août 1987) est une historienne et antiquaire irlandaise,,.

## Sa vie
Ada Leask est née Ada Kathleen Longfield le 27 octobre 1899 à Kanpur, dans l'Uttar Pradesh en Inde. Ses parents sont le major Alfred Percival Longfield (1862-1916) et Constance Ada (née Sanders) (morte en 1967) d'Édimbourg. Elle est leur fille aînée. En raison de son mauvais état de santé, elle passe une grande partie de son enfance avec des parents dans l'ouest du comté de Cork.
Au Trinity College de Dublin, elle remporte des prix chaque année, et est diplômée avec un Bachelor of Arts et un Bachelor of Laws en 1921. Elle commence ensuite un master à la London School of Economics, et est diplômée en 1926. En 1929, elle publie sa thèse sur le commerce anglo-irlandais au XVIe siècle. Après avoir brièvement travaillé en tant que professeure, elle accepte un poste au musée national d'Irlande en 1932 à la section art et industrie. Elle est l'une des dernières employées à recevoir une formation au Victoria and Albert Museum à Londres.
Lors de son mariage à l'architecte et archéologue Harold G. Leask, elle quitte son emploi au musée. Elle continue ses propres recherches, écrivant des livres et des articles sur la dentelle irlandaise, la faïence de Delft, les pierres tombales, les reliefs, le papier peint, les peintures murales et les textiles. Elle travaille avec la Irish Manuscripts Commission, menant à la publication de The Shapland Carew papers en 1946 et de Fitzwilliam accounts 1560-65 en 1960. Elle travaille aux côtés de son mari dans ses inspections de sites archéologiques. En 1952, elle est élue membre de l'Académie royale d'Irlande et a été une membre active de la Société Archéologique du comté de Kildare, de la Société Royale des Antiquaires d'Irlande et de la Irish Georgian Society.
Parmi ses amis proches se trouve le poète John Betjeman. Elle défend la langue irlandaise et assiste aux messes en irlandais à la Cathédrale Christ Church de Dublin. Elle continue ses travaux de recherche et d'écriture malgré une détérioration de sa vue dans les années 1970. Leask meurt à Dublin le 12 août 1987, et est enterrée au Mount Jerome Cemetery.